# Sainte-Cécile (Saône-et-Loire)
Sainte-Cécile település Franciaországban, Saône-et-Loire megyében. Lakosainak száma 282 fő (2022. január 1.). Sainte-Cécile Cluny, Bourgvilain, Jalogny, Mazille, Sologny és Navour-sur-Grosne községekkel határos.

## Népesség
A település népessége az elmúlt években az alábbi módon változott:
| Lakosok száma | 287  | 288  | 297  | 288  | 286  | 283  | 281  | 279  | 282  |
|               | 2013 | 2015 | 2016 | 2017 | 2018 | 2019 | 2020 | 2021 | 2022 |